# Kiedy spełniają się życzenia
Kiedy spełniają się życzenia / Spełnione życzenia (ros. Исполнение желаний, Ispołnienije żełanij ang. When Wishes Come True) – radziecki film animowany z 1957 roku w reżyserii Walentiny i Zinaidy Brumberg. Na podstawie bajki Édouarda René Lefebvre de Laboulaye. Film opowiada o drwalu, który spełniwszy dobry uczynek, otrzymuje to, czego pragnie.

## Fabuła
W królestwie zwanym Salerno, żył drwal o imieniu Antonio. Nie miał on przyjaciół, ani ochoty na towarzystwo, ponieważ cenił sobie spokój. Za sprawą czarów jego życzenia zaczynają się spełniać i choć niczego nie potrzebuje, to okazuje się, że brakuje mu miłości.

## Obsada (głosy)
- Oleg Jefriemow
- Erast Garin
- Lew Swierdlin
- Lilija Gricenko
- Galina Nowożyłowa

## Animatorzy
Faina Jepifanowa, Nikołaj Fiodorow, Boris Butakow, Jelizawieta Komowa, Marija Motruk, Igor Podgorski, Wadim Dołgich, Jelena Chłudowa, Władimir Bałaszow

## Nagrody
- 1960: Dyplom na III Międzynarodowym Festiwalu Filmów Animowanych w Annecy (Francja).

## Wersja polska
Wersja wydana na DVD w serii: Michaił Barysznikow - bajki z mojego dzieciństwa: Kiedy spełniają się życzenia (odcinek 9).
- W wersji polskiej udział wzięli: Hanna Kinder-Kiss i Adam Wnuczko
- Tłumaczenie: Maciej Rosłoń